# Хоккейный клуб «Динамо» (Рига) в сезоне 1975/1976
 «Динамо» (Рига) в сезоне 1975/76  — состав команды и статистика выступлений в сезоне 1975/76.

## Изменения в составе команды
После предыдущего сезона команду покинули вратарь Виктор Афонин (перешел в горьковское «Торпедо»), нападающие Виктор Верижников (перешёл в саратовский «Кристалл») и Борис Пономарёв (перешёл в киевский «Сокол»). Закончил карьеру игрока и ушёл на тренерскую работу защитник Валерий Гущин. Перед началом сезона в команду были приглашены вратарь Владимир Быстров из московского «Локомотива», защитник Владимир Палилов из ярославского «Торпедо» (однако сыграв всего 3 матча на старте чемпионата он был переведён в «ЦСКА»), из юниоров рижского «Динамо» в основном составе дебютировал нападающий Михаил Шостак. По ходу сезона к команде также присоединились нападающие Михаил Абалмасов из усть-каменогорского «Торпедо», Анатолий Емельяненко из саратовского «Кристалла» и Владимир Дурдин из омского «Шинника», а также защитник Александр Тимашов из пермского «Молота» (который однако не показал той игры, которой ожидал от него Виктор Тихонов и во второй половине сезона не появлялся в составе «Динамо»). В середине сезона получил бытовую травму и выбыл из состава нападающий Александр Соколовский.

## Состав команды и личная статистика игроков в чемпионате СССР

### Тренерский штаб
Главный тренер — заслуженный тренер Латвийской ССР Виктор Васильевич Тихонов.
Тренеры — Эвалд Грабовский и Эдгар Розенберг.

### Игроки команды
| №  | Имя              | Игр | Шайбы | ШМ |
| -- | ---------------- | --- | ----- | -- |
| 20 | Михаил Василёнок | 36  | 114   |    |
| 1  | Владимир Быстров | 2   | 4     |    |

| №  | Имя               | Игр | Шайбы | Пасы | Очки | ШМ |
| -- | ----------------- | --- | ----- | ---- | ---- | -- |
| 4  | Вячеслав Назаров  | 36  | 2     | 14   | 16   | 20 |
| 3  | Игорь Кобзев      | 34  | 1     | 3    | 4    | 22 |
| 16 | Валерий Одинцов   | 34  | 5     | 6    | 11   | 8  |
| 2  | Михаил Бескашнов  | 22  | 4     | 1    | 5    | 33 |
| 6  | Юрис Либертс      | 29  | 0     | 0    | 0    | 13 |
| 11 | Владимир Сорокин  | 32  | 3     | 3    | 6    | 38 |
| 5  | Владимир Палилов  | 3   | 0     | 0    | 0    | 2  |
| 26 | Александр Тимашов | 12  | 0     | 1    | 1    | 6  |
| 26 | Марис Балдониекс  | 5   | 0     | 0    | 0    | 8  |

| №  | Имя                   | Игр | Шайбы | Пасы | Очки | ШМ |
| -- | --------------------- | --- | ----- | ---- | ---- | -- |
| 19 | Хелмут Балдерис       | 36  | 31    | 14   | 45   | 18 |
| 15 | Пётр Воробьёв         | 35  | 11    | 12   | 23   | 34 |
| 21 | Михаил Денисов        | 35  | 11    | 9    | 20   | 6  |
| 8  | Михаил Абалмасов      | 30  | 6     | 5    | 11   | 16 |
| 14 | Алексей Жеребцов      | 33  | 6     | 3    | 9    | 6  |
| 17 | Владимир Серняев      | 36  | 13    | 8    | 21   | 6  |
| 7  | Анатолий Емельяненко  | 17  | 4     | 1    | 5    | 16 |
| 12 | Владимир Марков       | 25  | 2     | 0    | 2    | 8  |
| 18 | Александр Клиншов     | 32  | 2     | 2    | 4    | 6  |
| 7  | Александр Соколовский | 9   | 0     | 0    | 0    | 2  |
| 22 | Харальд Васильев      | 34  | 2     | 2    | 4    | 8  |
| 9  | Михаил Шостак         | 29  | 6     | 1    | 7    | 6  |
| 23 | Эдмунд Васильев       | 34  | 5     | 4    | 9    | 22 |
| 10 | Владимир Дурдин       | 10  | 1     | 1    | 2    | 2  |
| 24 | Виктор Хатулев        | 27  | 6     | 5    | 11   | 39 |

## Регламент и итоги 30-го чемпионата СССР
Никаких изменений в регламенте чемпионата СССР в высшей лиге по сравнению с предыдущим чемпионатом не произошло. 10 команд провели турнир в 4 круга, сыграв по 36 игр.

## Игры «Динамо» (Рига) в 30-м чемпионате СССР
В 30-м чемпионате СССР команда «Динамо» (Рига) заняла 6-е место в состязании 10 команд со следующими показателями:
| М | Команда         | И  | В  | Н | П  | Ш       | О  |
| - | --------------- | -- | -- | - | -- | ------- | -- |
| 6 | «Динамо» (Рига) | 36 | 16 | 5 | 15 | 122-118 | 37 |

Ниже представлены отчёты всех 36-и игр «Динамо» (Рига):
Каждый матч отмечен цветом в зависимости от результата:
  — Победа «Динамо» (Рига)
  — Ничья
  — Поражение «Динамо» (Рига)
| 10 сентября 1975 года 1 тур | Динамо (Рига)                                                             | 2:3 (1:1, 1:1, 0:1) | Торпедо (Горький)                                                                          | Дворец спорта, Рига              |
|                             | Балдерис (Кобзев) 11' Воробьёв (Назаров) 33' Штрафное время 6 мин. (3х2') | Отчёт               | Орлов (Астафьев) 20' Мишин (Орлов) 31' Ковин (Доброхотов) 54' Штрафное время 6 мин. (3х2') | Зрителей: 4500 Судья: В. Сорокин |

| 15 сентября 1975 года 2 тур | Крылья Советов (Москва) | 8:6 (1:2, 2:3, 5:1) | Динамо (Рига) | Дворец спорта «ЦСКА»             |
|                             | Анисин 17' Лебедев (Тюрин) 26' Котов (Капустин) 31' Бодунов (Лебедев) 44' Климов (Маслов) 46' Климов (Расько) 49' Климов 49' Котов 60' Штрафное время 6 мин. (3х2') | Отчёт               | Сорокин 8' Одинцов 20' Балдерис 21' Серняев 21' Балдерис (Денисов) 33' Серняев (Воробьёв) 59' Штрафное время 6 мин. (3х2') | Зрителей: 2200 Судья: Н. Морозов |

| 20 сентября 1975 года 3 тур | Химик (Воскресенск)                                                                                             | 4:2 (2:1, 2:1, 0:0) | Динамо (Рига)                                                              | Дворец спорта «Подмосковье», Воскресенск |
|                             | А. Голиков (В. Голиков) 9' Смагин 16' Гусев (Крутов) 28' А. Голиков (Ермишин) 29' Штрафное время 12 мин. (6х2') | Отчёт               | Денисов (Воробьёв) 6' Балдерис (Воробьёв) 32' Штрафное время 8 мин. (4х2') | Зрителей: 1500 Судья: В. Никульцев       |

| 30 сентября 1975 года 4 тур | Динамо (Рига) | 4:7 (1:4, 1:1, 2:2) | ЦСКА (Москва) | Дворец спорта, Рига            |
|                             | Жеребцов (Назаров) 4' Назаров 31' Бескашнов (Серняев) 46' Серняев (Сорокин) 52' Штрафное время 9 мин. (1х5', 2х2') | Отчёт               | Михайлов (Гусев) 2' Петров 5' Петров (Гусев) 6' Гусев (Петров) 9' Волчков 25' Жлуктов 46' Михайлов 53' Штрафное время 13 мин. (1х5', 4х2') | Зрителей: 4500 Судья: С. Гущин |

| 3 октября 1975 года 5 тур | Сибирь (Новосибирск)                                                             | 2:6 (0:0, 1:4, 1:2) | Динамо (Рига) | Дворец спорта «Сибирь», Новосибирск |
|                           | Барабанов (Перегоедов) 29' Толочко (Капкайкин) 50' Штрафное время 10 мин. (5х2') | Отчёт               | Шостак (Хатулев) 23' Балдерис (Воробьёв) 34' Воробьёв 37' Сорокин (Назаров) 39' Серняев (Кобзев) 46' Кобзев (Барсуков) 48' Штрафное время 6 мин. (3х2') | Зрителей: 8000 Судья: В. Егоров     |

| 6 октября 1975 года 6 тур | Трактор (Челябинск) | 5:0 (2:0, 3:0, 0:0) | Динамо (Рига)                | Дворец спорта «Юность», Челябинск |
|                           | Валецкий (Картаев) 9' Шорин 12' Пономарёв (Картаев) 29' Шорин (Картаев) 32' М. Природин (Шабунин) 34' Штрафное время 6 мин. (3х2') | Отчёт               | Штрафное время 8 мин. (4х2') | Зрителей: 3200 Судья: Н. Морозов  |

| 10 октября 1975 года 7 тур | Динамо (Рига) | 5:1 (2:0, 0:0, 3:1) | Спартак (Москва)                                  | Дворец спорта, Рига               |
|                            | Балдерис (Абалмасов) 2' Денисов 6' Шостак 44' Абалмасов 46' Денисов (Э. Васильев) 46' Штрафное время 2 мин. (1х2') | Отчёт               | Якушев (Рудаков) 46' Штрафное время 8 мин. (4х2') | Зрителей: 4600 Судья: В. Кузнецов |

| 13 октября 1975 года 8 тур | Динамо (Рига) | 7:3 (3:0, 4:2, 0:1) | Динамо (Москва)                                                                                              | Дворец спорта, Рига               |
|                            | Серняев (Денисов) 1' Балдерис (Кобзев) 13' Балдерис 17' Балдерис (Сорокин) 27' Хатулев (Одинцов) 32' Абалмасов (Назаров) 33' Одинцов (Назаров) 36' Штрафное время 33 мин. (1х10', 1х5', 9х2') | Отчёт               | Мальцев (Орлов) 22' Мотовилов (Васильев) 27' Мотовилов (В. Филиппов) 47' Штрафное время 24 мин. (2х5', 7х2') | Зрителей: 4500 Судья: Ю. Карандин |

| 17 октября 1975 года 9 тур | ЦСКА (Москва)                                                                                             | 4:1 (1:1, 2:0, 1:0) | Динамо (Рига)                                      | Дворец спорта «Лужники», Москва      |
|                            | Лобанов (Попов) 4' Лобанов (Попов) 32' Александров (Викулов) 36' Петров 48' Штрафное время 12 мин. (6х2') | Отчёт               | Марков (Абалмасов) 7' Штрафное время 8 мин. (4х2') | Зрителей: 12 000 Судья: В. Никульцев |

| 20 октября 1975 года 10 тур | Динамо (Рига) | 5:1 (2:0, 1:1, 2:0) | Крылья Советов (Москва)                         | Дворец спорта, Рига               |
|                             | [[[Жеребцов, Алексей Иванович\|Алексей Жеребцов]] 3' Шостак (Клиншов) 8' Клиншов 30' Воробьёв (Серняев) 49' Одинцов (Балдерис) 54' Штрафное время 10 мин. (5х2') | Отчёт               | Расько 36' Штрафное время 26 мин. (1х10', 8х2') | Зрителей: 5000 Судья: Н. Сапрыкин |

| 23 октября 1975 года 11 тур | Динамо (Рига) | 6:4 (4:1, 2:1, 0:2) | Трактор (Челябинск)                                                                         | Дворец спорта, Рига                |
|                             | Балдерис (Хатулев) 1' Воробьёв 5' Серняев (Балдерис) 6' Серняев (Воробьёв) 13' Денисов (Серняев) 24' Одинцов 28' Штрафное время 10 мин. (5х2') | Отчёт               | Шорин 18' Евстифеев 40' Бец (Пономарёв) 46' Смирнов (Бец) 51' Штрафное время 16 мин. (8х2') | Зрителей: 4600 Судья: В. Никульцев |

| 26 октября 1975 года 12 тур | Спартак (Москва)                                                                                 | 4:6 (2:2, 1:1, 1:3) | Динамо (Рига) | Дворец спорта «Лужники», Москва        |
|                             | Шалимов (Якушев) 13' Шадрин 20' Крылов(Вал. Марков) 22' Шалимов 58' Штрафное время 6 мин. (3х2') | Отчёт               | Хатулев 4' Хатулев (Балдерис) 8' Балдерис 34' Э. Васильев 45' Серняев (Шостак) 46' Хатулев 51' Штрафное время 8 мин. (4х2') | Зрителей: 14 000 Судья: М. Галиновский |

| 29 октября 1975 года 13 тур | Динамо (Рига)                                                                  | 2:1 (1:0, 1:0, 0:1) | СКА (Ленинград)                                            | Дворец спорта, Рига                |
|                             | Воробьёв (Хатулев) 10' Э. Васильев (Балдерис) 36' Штрафное время 6 мин. (3х2') | Отчёт               | В. Солодухин (Дроздецкий) 45' Штрафное время 6 мин. (3х2') | Зрителей: 5000 Судья: В. Никульцев |

| 1 ноября 1975 года 14 тур | Динамо (Москва) | 4:3 (1:0, 2:1, 1:2) | Динамо (Рига)                                                                                     | Дворец спорта «Лужники», Москва   |
|                           | Репс (Васильев) 10' Мальцев (Васильев) 25' Репс (Мотовилов) 31' Белоножкин (Титов) 46' Штрафное время 8 мин. (4х2') | Отчёт               | Серняев (Балдерис) 23' Шостак (Клиншов) 44' Балдерис (Воробьёв) 56' Штрафное время 16 мин. (8х2') | Зрителей: 8500 Судья: Ю. Карандин |

| 6 ноября 1975 года 15 тур | Крылья Советов (Москва)                                                  | 3:1 (2:0, 1:0, 0:1) | Динамо (Рига)                                   | Дворец спорта «ЦСКА»             |
|                           | Маслов 11' Репнёв 20' Лебедев (Климов) 36' Штрафное время 10 мин. (5х2') | Отчёт               | Балдерис 57' Штрафное время 9 мин. (1х5', 2х2') | Зрителей: 2500 Судья: Ю. Ульянов |

| 21 ноября 1975 года 16 тур | Динамо (Рига)                                        | 1:1 (0:1, 0:0, 1:0) | Спартак (Москва)                                   | Дворец спорта, Рига            |
|                            | Абалмасов (Одинцов) 60' Штрафное время 4 мин. (2х2') | Отчёт               | Коротков (Шадрин) 20' Штрафное время 8 мин. (4х2') | Зрителей: 4500 Судья: С. Гущин |

| 25 ноября 1975 года 17 тур | СКА (Ленинград) | 6:2 (2:2, 2:0, 2:0) | Динамо (Рига)                                                | Дворец спорта «Юбилейный», Ленинград |
|                            | С. Солодухин 1' В. Солодухин (Шигонцев) 2' Панюхин 26' А. Андреев 39' А. Андреев 54' Панюхин (Кудняш) 59' Штрафное время 6 мин. (3х2') | Отчёт               | Денисов (Серняев) 9' Клиншов 9' Штрафное время 4 мин. (2х2') | Зрителей: 6500 Судья: А. Гурышев     |

| 28 ноября 1975 года 18 тур | Динамо (Рига)                                                      | 2:5 (1:1, 1:2, 0:2) | Динамо (Москва) | Дворец спорта, Рига               |
|                            | Бескашнов 11' Денисов (Абалмасов) 34' Штрафное время 6 мин. (3х2') | Отчёт               | Белоножкин (Вал. Назаров) 13' Девятов (Котлов) 37' Фроликов (Титов) 38' Котлов (Девятов) 44' Меликов 52' Штрафное время 6 мин. (3х2') | Зрителей: 4500 Судья: В. Кузнецов |

| 1 декабря 1975 года 19 тур | Динамо (Рига)                                                       | 2:1 (1:1, 0:0, 1:0) | ЦСКА (Москва)                                     | Дворец спорта, Рига             |
|                            | Балдерис 1' Жеребцов (Э. Васильев) 53' Штрафное время 6 мин. (3х2') | Отчёт               | Викулов (Петров) 20' Штрафное время 8 мин. (4х2') | Зрителей: 4500 Судья: В. Егоров |

| 17 января 1976 года 20 тур | Динамо (Рига) | 7:2 (1:1, 4:0, 2:1) | Сибирь (Новосибирск)                                                  | Дворец спорта, Рига              |
|                            | Емельяненко (Сорокин) 1' Абалмасов (Серняев) 21' Денисов (Балдерис) 37' Жеребцов 38' Балдерис (Назаров) 40' Воробьёв (Балдерис) 53' Емельяненко (Тимашов) 54' Штрафное время 8 мин. (4х2') | Отчёт               | Капкайкин 6' Коновалов (Перегоедов) 57' Штрафное время 10 мин. (5х2') | Зрителей: 4500 Судья: Н. Морозов |

| 20 января 1976 года 21 тур | Динамо (Рига)                                                                            | 3:2 (1:0, 1:1, 1:1) | Торпедо (Горький)                                                      | Дворец спорта, Рига              |
|                            | Серняев 17' Воробьёв (Балдерис) 26' Х. Васильев 48' Штрафное время 16 мин. (1х10', 3х2') | Отчёт               | Кокурин (Куликов) 35' Куликов 42' Штрафное время 20 мин. (1х10', 5х2') | Зрителей: 5000 Судья: А. Захаров |

| 24 января 1976 года 22 тур | Динамо (Рига)                 | 0:5 (0:1, 0:0, 0:4) | Трактор (Челябинск) | Дворец спорта, Рига                   |
|                            | Штрафное время 10 мин. (5х2') | Отчёт               | Белоусов (Картаев) 14' Бец (Егоркин) 42' Евстифеев (Бец) 49' М. Природин (П. Природин) 50' Шорин (Белоусов) 57' Штрафное время 8 мин. (4х2') | Зрителей: 4500 Судья: Н. Хомутинников |

| 27 января 1976 года 23 тур | Торпедо (Горький) | 7:7 (1:1, 2:2, 4:4) | Динамо (Рига) | КРК «Нагорный», Горький         |
|                            | Фёдоров (Доброхотов) 10' Ковин (Кокурин) 33' Доброхотов (Федотов) 39' Краев (Скворцов) 43' Орлов (Краев) 49' Скворцов (Миронов) 49' Мишин (Федотов) 58' Штрафное время 10 мин. (5х2') | Отчёт               | Абалмасов (Денисов) 5' Воробьёв (Назаров) 26' Балдерис 36' Денисов (Серняев) 47' Марков 48' Шостак (Х. Васильев) 48' Балдерис (Денисов) 59' Штрафное время 6 мин. (3х2') | Зрителей: 4300 Судья: В. Егоров |

| 1 февраля 1976 года 24 тур | Динамо (Рига) | 7:4 (3:1, 3:0, 1:3) | СКА (Ленинград) | Дворец спорта, Рига                |
|                            | Шостак (Балдерис) 14' Балдерис (Одинцов) 15' Э. Васильев (Балдерис) 19' Денисов 24' Балдерис (Назаров) 32' Бескашнов (Одинцов) 38' Одинцов 58' Штрафное время 14 мин. (7х2') | Отчёт               | Кропотов (Дроздецкий) 16' Чистяков (Шигонцев) 43' Дроздецкий (Чурашов) 51' Савцилло (Андреев) 60' Штрафное время 12 мин. (6х2') | Зрителей: 4500 Судья: В. Никульцев |

| 8 февраля 1976 года 25 тур | Химик (Воскресенск)                                                                   | 3:2 (0:0, 1:1, 2:1) | Динамо (Рига)                                                                          | Дворец спорта «Подмосковье», Воскресенск |
|                            | Жучок 39' Кухарж (Подгорцев) 44' Крутов (А. Голиков) 56' Штрафное время 6 мин. (3х2') | Отчёт               | Емельяненко (Воробьёв) 24' Воробьёв (Назаров) 42' Штрафное время 20 мин. (1х10', 5х2') | Зрителей: 4350 Судья: В. Кузнецов        |

| 11 февраля 1976 года 26 тур | Торпедо (Горький)                                                        | 3:2 (0:1, 2:0, 1:1) | Динамо (Рига)                                                       | КРК «Нагорный», Горький          |
|                             | Астафьев 21' Куликов 37' Скворцов 54' Штрафное время 9 мин. (1х5', 2х2') | Отчёт               | Сорокин (Э. Васильев) 10' Назаров 59' Штрафное время 10 мин. (5х2') | Зрителей: 4300 Судья: А. Гурышев |

| 14 февраля 1976 года 27 тур | Динамо (Рига) | 5:1 (2:1, 1:0, 2:0) | Сибирь (Новосибирск)                       | Дворец спорта, Рига              |
|                             | Жеребцов (Кобзев) 17' Балдерис (Воробьёв) 19' Бескашнов (Денисов) 39' Балдерис (Назаров) 49' Балдерис 54' Штрафное время 4 мин. (2х2') | Отчёт               | Меленчук 14' Штрафное время 10 мин. (5х2') | Зрителей: 4000 Судья: В. Сорокин |

| 17 февраля 1976 года 28 тур | Динамо (Рига)                                      | 1:1 (0:0, 0:1, 1:0) | Химик (Воскресенск)                                   | Дворец спорта, Рига             |
|                             | Жеребцов (Дурдин) 56' Штрафное время 4 мин. (2х2') | Отчёт               | Крутов (Лаврентьев) 38' Штрафное время 10 мин. (5х2') | Зрителей: 4500 Судья: В. Егоров |

| 23 февраля 1976 года 29 тур | ЦСКА (Москва) | 8:4 (5:1, 2:2, 1:1) | Динамо (Рига)                                                                                | Дворец спорта «ЦСКА»              |
|                             | Михайлов (Харламов) 6' Михайлов (Петров) 13' Попов (Лобанов) 15' Александров (Викулов) 18' Жлуктов (Александров) 18' Жлуктов (Александров) 22' Михайлов (Петров) 26' Харламов (Петров) 57' Штрафное время 6 мин. (3х2') | Отчёт               | Э. Васильев 8' Балдерис 28' Воробьёв (Назаров) 38' Балдерис 57' Штрафное время 6 мин. (3х2') | Зрителей: 2500 Судья: В. Кузнецов |

| 27 февраля 1976 года 30 тур | Динамо (Рига) | 4:2 (1:1, 1:0, 2:1) | Крылья Советов (Москва)                                                     | Дворец спорта, Рига               |
|                             | Балдерис (Воробьёв) 4' Воробьёв (Назаров) 25' Абалмасов (Денисов) 48' Хатулев (Абалмасов) 55' Штрафное время 10 мин. (5х2') | Отчёт               | Капустин (Котов) 10' Тюрин (Репнёв) 59' Штрафное время 19 мин. (1х5', 7х2') | Зрителей: 4500 Судья: Ю. Карандин |

| 1 марта 1976 года 31 тур | Спартак (Москва) | 6:4 (4:0, 2:2, 0:2) | Динамо (Рига) | Дворец спорта «Лужники», Москва     |
|                          | Шадрин (Шалимов) 1' Якушев (Ляпкин) 8' Кучеренко (Гуреев) 10' Коротков (Ляпкин) 15' Мартынюк (Кучеренко) 27' Шадрин 27 Штрафное время 8 мин. (4х2') | Отчёт               | Серняев (Денисов) 32' Дурдин (Емельяненко) 39' Балдерис (Назаров) 54' Денисов (Жеребцов) 38' Штрафное время 6 мин. (3х2') | Зрителей: 12 000 Судья: Ю. Карандин |

| 4 марта 1976 года 32 тур | Динамо (Рига)                                                            | 2:2 (1:0, 0:1, 1:1) | Химик (Воскресенск)                                                                | Дворец спорта, Рига              |
|                          | Х. Васильев (Назаров) 3' Хатулев 52' Штрафное время 19 мин. (1х5', 7х2') | Отчёт               | Кухарж 35' А. Голиков (В. Голиков) 57' Штрафное время 33 мин. ((1х10', 1х5', 9х2') | Зрителей: 4500 Судья: В. Сорокин |

| 14 марта 1976 года 33 тур | Трактор (Челябинск)          | 0:1 (0:0, 0:1, 0:0) | Динамо (Рига)                                                  | Дворец спорта «Юность», Челябинск  |
|                           | Штрафное время 6 мин. (3х2') | Отчёт               | Э. Васильев (Воробьёв) 34' Штрафное время 19 мин. (1х5', 7х2') | Зрителей: 3200 Судья: В. Никульцев |

| 17 марта 1976 года 34 тур | Сибирь (Новосибирск)                                          | 2:5 (0:2, 0:2, 2:1) | Динамо (Рига) | Дворец спорта «Сибирь», Новосибирск |
|                           | Капкайкин 55' Яковлев 59' Штрафное время 15 мин. (1х5', 5х2') | Отчёт               | Балдерис 10' Балдерис (Воробьёв) 15' Балдерис (Хатулев) 26' Серняев (Одинцов) 33' Серняев 60' Штрафное время 10 мин. (5х2') | Зрителей: 7500 Судья: В. Егоров     |

| 20 марта 1976 года 35 тур | Динамо (Москва)                                  | 1:1 (1:0, 0:0, 0:1) | Динамо (Рига)                                       | Дворец спорта «Лужники», Москва     |
|                           | Девятов (Орлов) 8' Штрафное время 14 мин. (7х2') | Отчёт               | Прутанс (Путрунс) 57' Штрафное время 12 мин. (6х2') | Зрителей: 11 000 Судья: Ю. Карандин |

| 23 марта 1976 года 36 тур | СКА (Ленинград)                                                  | 2:4 (0:1, 2:1, 0:2) | Динамо (Рига) | Дворец спорта «Юбилейный», Ленинград |
|                           | Андреев (Чурашов) 25' Поздняков 30' Штрафное время 8 мин. (4х2') | Отчёт               | Балдерис (Э. Васильев) 6' Емельяненко (Абалмасов) 37' Денисов (Хатулев) 48' Балдерис (Одинцов) 59' Штрафное время 8 мин. (4х2') | Зрителей: 6000 Судья: В.Домбровский  |

## Розыгрыш 17-го Кубка СССР
В групповом турнире 1/8 финала с участием 5 команд рижские динамовцы заняли 1 место и вышли в 1/4 финала.
В игре 1/4 финала они уступили команде «Крылья Советов» (Москва) со счётом 4:6.

### Комментарии
1. ↑  Сумма игр вратарей превышает количество матчей в чемпионате из-за замены вратаря в ходе матча.